# Arkadi Davidóvitx
Arkadi Davidóvitx, rus: Арка́дий Давидо́вич, pseudònim d'Adolf Filíppovitx Freudberg, rus: Адольф Филиппович Фрейдберг, fou un escriptor, actor, artista i aforista rus, autor de més de 60.000 aforismes publicats.

## Biografia
Davidóvitx va néixer a una família de metges: el seu pare, Filipp Abràmovitx, era venereòleg i la mare, Raïssa Solomónovna, pediatra, de manera que, segons el mateix aforista, "va ser tractat per primera vegada per la mare i després pel pare".
Durant el període soviètic, Davídotitx va publicar a la revista Krokodil sota els pseudònims de Juli Cèsar, Ernest Hemingway, Honoré de Balzac, i "Escriptor francès A. David" a la secció Humor de diferents latituds, i la seva obra es va incloure en moltes col·leccions d'aforismes. Davidóvitx va finançar la publicació de la seva col·lecció Lleis de l'ésser, inclòs el no-ésser en més de vint volums.
El 1976, amb la seva amiga i artista Valentina Zolotikh, l'autor va fundar a Vorónej un museu únic d'aforismes.
Després de la publicació de la col·lecció "La fi del món acabarà bé", rus: Конец света закончится хорошо Konets sveta zakontxitsia khoroixo Davidóvitx va començar a ser "reconegut com un geni no reconegut" per un grup de persones cada vegada més gran, que a l'estiu de 2012 s'havia convertit en un club de fans. A l'octubre de 2012, el club, sota l'auspici i amb suport intel·lectual i material de la Fundació Khovanski, va endegar un nou projecte educatiu anomenat L'aforisme com a paraula amb majúscula, el contingut del qual consisteix a aprendre a través d'aforismes d'autor. El 21 de març de 2013, el projecte es va desenvolupar sobre la base de la delegació de Vorónej de l'Institut d'Humanitats i Economia de Moscou.
Davidóvitx és col·laborador habitual de la revista Zdravi smisl, rus: Здравый смысл ("Sentit comú"), de la Societat Russa d'Humanitats.

## Obra
L'obra recent de Davidóvitx l'ha convertit en l'aforista més reeixit per la quantitat d'aforismes creats. Les seves col·leccions més recents inclouen Una antologia de la saviesa,Antologia del pensament en aforismes,La saviesa russa des de Vladimir Monòmac fins als nostres dies,Nou llibre d'aforismesEl gran llibre dels aforismes molt per davant d'autors com Stanisław Jerzy Lec, Friedrich Nietzsche, Lev Tolstoi, Arthur Schopenhauer, i altres grans pensadors. En paraules del comentarista de la societat russa Andrei Biljo
| « | Davidóvitx sap alguna cosa sobre la vida, que tu i jo, benvolgut lector, no sabem amb certesa. | » |

El 29 de maig de 2015, a la seu del Col·legi de Periodistes de l'Óblast de Vorónej, es va dur a terme la presentació del primer llibre d'aforismes Je suis Davidowitz, del cicle Decalingua Davidóvitx, rus: Декалингвы Давидовича, que incloïa traduccions d'aforismes del rus a 10 idiomes del món que formen part de quatre famílies lingüístiques (indoeuropees, afroasiàtiques, ugrofineses i caucàsiques), incloent el farsi, hindi, hebreu, grec, anglès, italià, castellà, georgià, polonès i hongarès. La idea de publicar la col·lecció en deu idiomes es va inspirar en les deu cordes del saltiri del rei David i també per la pedra de Rosetta, el descobriment del qual va permetre la restauració i la interpretació dels jeroglífics egipcis. Al juxtaposar els aforismes de Davidóvitx en deu idiomes diferents, de diferents grups lingüístics i famílies, és possible redescobrir els modes de pensar antics, però antropològicament universals.

## Selecció d'aforismes
- Диктатура — это когда все равны. Но не перед законом, а перед диктатором / La dictadura és quan tothom és igual. Però no davant de la llei, sinó davant el dictador.
- Иногда надо изменять, чтобы понять, что не надо / De vegades cal canviar per entendre el que no és necessari.
- Реклама похоронного бюро: «Если наши клиенты воскреснут, то вновь обратятся к нам!» / Publicitat d'una funerària: "Si els nostres clients ressusciten, torni a visitar-nos".
- Свобода порабощает тех, кто не дорос до неё / La llibertat esclavitza aquells que no l'han feta créixer.
- Время — деньги. Все старики — банкроты / El temps són diners. Tota la gent gran està en fallida.
- Танки — локомотивы истории / Els tancs són les locomotores de la història.
- Любовь — видеть то, чего никто не замечает, и не замечать того, что видят все / L'amor és veure el que ningú no nota, i no adonar-se del que veu tothom.
- Когда пытаются очень строго соблюдать законность, человек оказывается вне закона / Quan es tracta d'observar estrictament l'imperi de la llei, l'ésser humà està fora de la llei.
- Будущее предсказать трудно: человечество способно на любую дурость / El futur és difícil de predir: la humanitat és capaç de qualsevol estupidesa.
- Душа - невидима. Но когда у человека её нет, это видно / L'ànima és invisible. Però quan una persona no en té, és visible.

## ٍVegeu també
- Stanisław Jerzy Lec